# Ōsaki
Ōsaki (大崎市, Ōsaki-shi) és una ciutat de la prefectura de Miyagi, al Japó. El 2015 tenia una població estimada de 134.760 habitants.

## Geografia
Ōsaki està situada al centre-nord de la prefectura de Miyagi. La zona urbana es concentra al voltant del riu Shibui, que creua la ciutat de nord a sud.

### Municipalitats veïnes
- Prefectura de Miyagi
  - Tome
  - Kurihara
  - Misato
  - Wakuya
  - Ōsato
  - Ōhira
  - Shikama
  - Kami
  - Matsushima
- Prefectura de Yamagata
  - Mogami
- Prefectura d'Akita
  - Yuzawa

## Història
L'àrea de l'actual Ōsaki formà part de l'antiga província de Mutsu, i ha estat poblada com a mínim des del període Jomon pels emishi. Durant el període Sengoku, l'àrea estigué en mans de diversos clans de samurais fins que passà a ser controlada pel clan Date del domini Sendai durant el període Edo, en el marc del shogunat Tokugawa.
El poble de Furukawa fou establert l'1 d'abril de 1889, i esdevingué ciutat el 15 de desembre de 1950.